# Alcalá de la Selva
Alcalá de la Selva és un municipi de l'Aragó, de la comarca de Gúdar-Javalambre. Alcalá de la Selva està situat a la falda d'un vessant, cosa que fa que el nucli poblacional estiga format per una peculiar xarxa d'estrets i costeruts carrerons on treuen el cap característics habitatges amb façanes arrebossades i teulades vermelloses.

## Patrimoni religiós

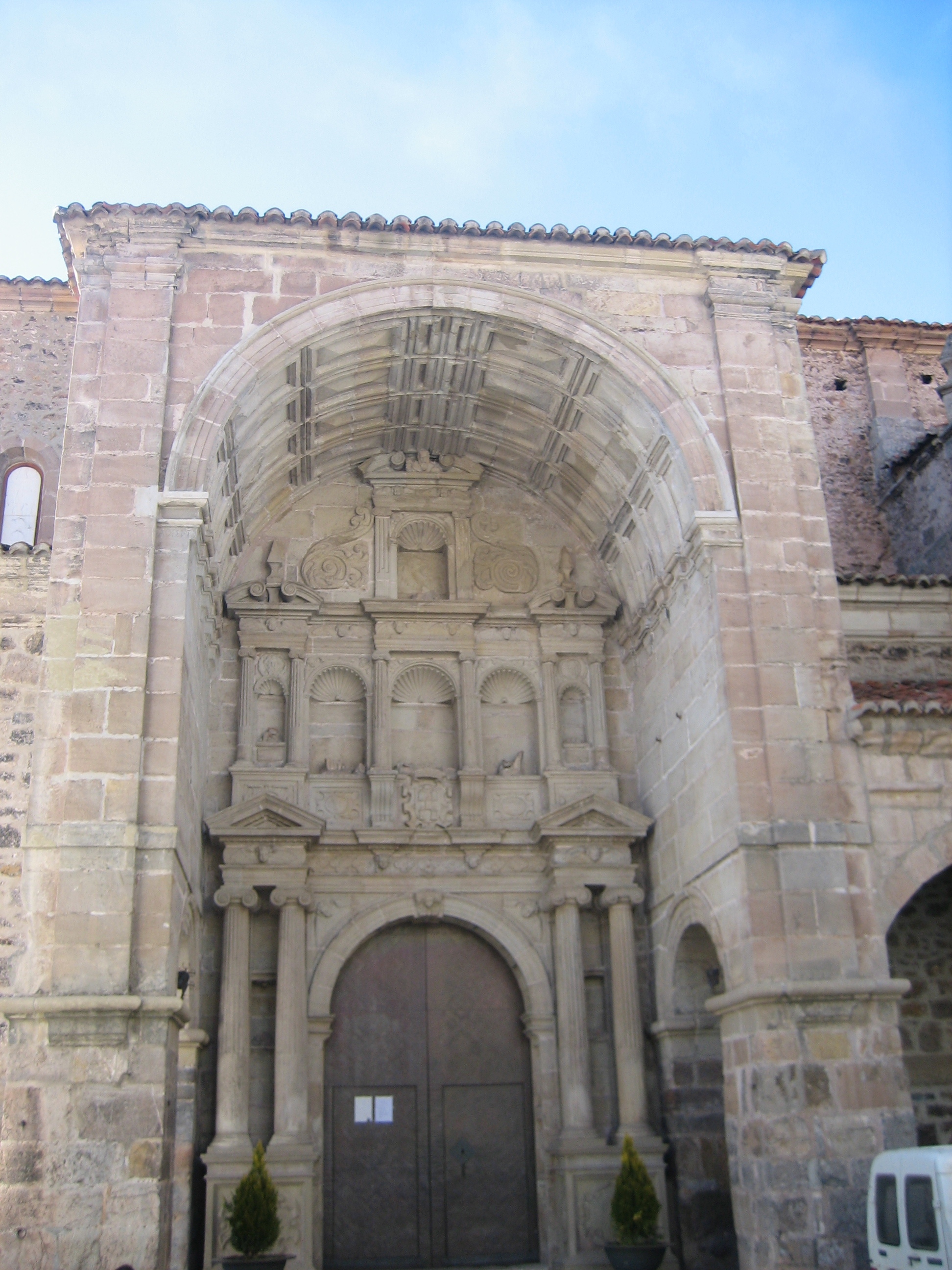
Església de Sant Simó i Sant Judes, emplaçada a la part alta del municipi

A la part alta de la localitat s'alça l'església parroquial, dedicada a Sant Simó i Sant Judes, edificada al segle xvi. És un temple de grans dimensions i gran verticalitat construït amb maçoneria i carreu. Consta de tres naus cobertes amb voltes de creueria estrellada. La nau central té cinc trams amb capelles laterals obertes entre els contraforts. L'absis és poligonal però no s'aprecia a l'exterior, per tenir adossades la sagristia i una capella. Destaca la portada, d'estil manierista, consistent en un monumental pòrtic obert en triple arc, amb les arcades laterals de menor grandària. La torre, també construïda en pedra carreu, consta de tres pisos diferenciats en altura, sent de planta quadrada el primer i octogonal els dos últims. Interiorment cal destacar les pintures del segle xvi de la capella del Sagrari. Als voltants del municipi destaca el Santuari de la Verge de la Vega, bell temple barroc del segle xviii, en l'interior es conserva una interessant imatge romànica. Va ser construït per Juan Escuder en 1751 després d'enderrocar una construcció anterior que datava de 1464. Antigament, sobre la llinda, dintre d'una fornícula de petxina hi havia una imatge de la Verge, però desafortunadament va ser destruïda durant la Guerra Civil. Pascual Madoz comentava a mitjan segle xix que, quan alguna calamitat pública afligia als veïns, traslladaven la imatge a la parròquia corresponent -Alcalá, Gúdar, Linares o Valdelinares- en solemne processó, assistint els altres pobles esmentats.
En el camí cap a l'anterior santuari, s'aixeca una impressionant Creu de terme, erigida en 1628. Sota una cúpula semiesfèrica sobre petxines trapezoïdals, quatre arcs de mig punt configuren un recinte obert que permet protegir el peiró sense ocultar-ho.
A la rodalia hi ha diverses ermites com la de La nostra Senyora de Loreto i la de Sant Roc, formant un únic conjunt en estar unides per lacapçalera. Construïdes de maçoneria i carreu, les dues ermites no són de la mateixa època. Una de les ermites presenta una volta de creueria estrellada de maó i una petita nau quadrada, mentre que l'altra consta de dos trams separats per un arc i coberta amb dos voltes d'aresta.

## Patrimoni laic

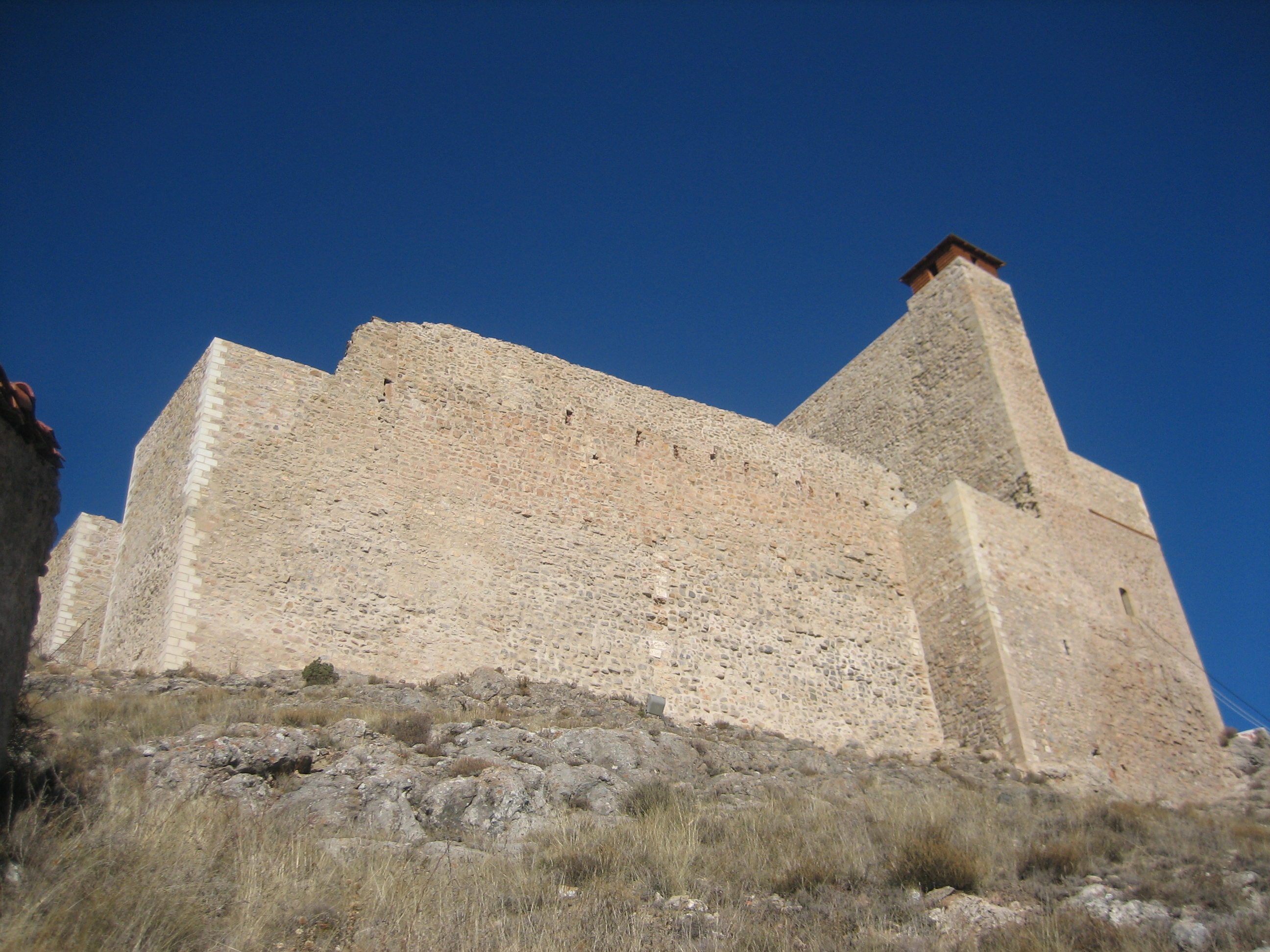
Castell d'Alcalá de la Selva

Un altre conjunt de gran interès és el Castell dels Heredia, d'origen medieval i aixecat sobre un anterior musulmà. Les obres de l'actual fortalesa van començar a 1375. Gaudeix d'una immillorable situació, enclavat a la part alta del turó nord. Conserva la torre de l'homenatge, amb diversos pisos en altura, i presenta murs de maçoneria reforçats amb carreus en les cantonades. Posseeix una planta de rectangular acabada en quilla, infreqüent en emplaçaments sobre promontoris rocosos, el que corrobora la seva condició d'habitatge nobiliària.
També és notable l'edifici de l'Ajuntament, construït al segle xviii, de planta quadrada amb tres façanes de maçoneria emblanquinada. D'altra banda, les Escoles conserven en la seva façana posterior una antiga portada romànica.

## Patrimoni natural
En aquest capítol cal fer esment de l'anomenada «piedra del sapo», situada a l'entrada del poble al costat del camp de futbol; segons la llegenda, la pedra té el poder d'atorgar sort, salut, diners i amor. Es diu que potencia la capacitat amatòria a aquells que la colpegen tres vegades en una nit de lluna plena.